# Ravine Chewai Blanc
Die Ravine Chewai Blanc ist ein kurzer Zufluss des Pagua River im Osten von Dominica im Parish Saint David.

## Geographie
Die Ravine Chewai Blanc entspringt südlich des Fond Corde auf ca. 180 m über dem Meer und fließt nach Westen. Sie mündet bereits nach wenigen hundert Metern nördlich von Concord von rechts und Osten in den Pagua River.